# 14 septembre 1914
Le lundi 14 septembre 1914 est le 257e jour de l'année 1914.

## Naissances
- Gino Basso, joueur de basket-ball italien († non renseignée).
- Marie-Élisabeth de Bavière, fille aînée du prince royal Franz de Bavière († 13 mai 2011).
- Mae Boren Axton (en), compositrice américaine († 9 avril 1997).
- Robert Busnel, joueur et entraîneur de basket-ball français († 15 mars 1991).
- Federico Castellón, peintre, sculpteur, graveur et illustrateur de livres américain d'origine espagnole († 29 juillet 1971).
- Manlio Di Rosa, escrimeur italien († 15 mars 1989).
- Bernard Dorival, historien de l'art et critique d'art français († 11 décembre 2003).
- Pietro Germi, cinéaste italien († 5 décembre 1974).
- Billy Kyle, pianiste de jazz américain († 23 février 1966).
- Robert McCloskey, auteur et illustrateur américain de livres pour enfant († 30 juin 2003).
- Kay Medford, actrice américaine († 10 avril 1980).
- Clayton Moore, acteur américain († 28 décembre 1999).
- Michał Spisak, compositeur polonais († 29 janvier 1965).